# Bitwa pod Tarczkiem
Bitwa pod Tarczkiem – stoczona pomiędzy siłami polskimi a wojskami mongolskimi podczas I najazdu mongolskiego na Polskę w XIII wieku. 
W marcu 1241, po styczniowej eskapadzie oraz po lutowych działaniach zaczepnych zakończonych zdobyciem przez Mongołów Sandomierza i zwycięskim starciem pod Turskiem Wielkim, ruszyły na Polskę główne siły armii mongolskiej. Pod Sandomierzem siły tatarskie rozdzieliły się na dwie grupy. Jedna, dowodzona przez Bajdara i Ordu, licząca około 15 tys. ludzi, podążyła na zachód gdzie zwyciężyła siły polskie pod Chmielnikiem. Druga, w sile około 10 tys. dowodzona, jak podaje Jan Długosz przez naczelnika Kajdana skierowała się na północ, w kierunku ziemi łęczyckiej i Kujaw. 19 marca oddział ten starł się z rycerstwem polskim na polach pod wsią Tarczek zadając Polakom kolejną klęskę. 
Istnieją sprzeczne poglądy co do przyczyny pojawienia się sił polskich w rejonie Bodzentyna i Tarczka. Według jednych opinii oddziały polskie były północną grupą przygotowaną do uderzenia na zagony Kajdana. Druga opinia bardziej realna mówi o tym, że rycerstwo krakowskie uchodzące spod Chmielnika zostało jak gdyby wciągnięte przez wycofujące się oddziały mongolskie w rejon działania sił Kajdana i tu w krwawej walce ostatecznie rozbite.    
Jak donoszą podania wieś została później doszczętnie spalona, a szlak przemarszu Mongołów znaczony był krwią i ogniem. Skierowany w stronę ziemi łęczyckiej i Kujaw oddział mongolski 1 kwietnia 1241 przybył do Krakowa i 8 kwietnia do Wrocławia i połączył się z siłami głównymi.